# Transformada integral
Em matemática, uma transformada integral é qualquer transformação linear T da seguinte forma:
{\displaystyle (Tf)(u)=\int _{t_{1}}^{t_{2}}f(t)\,K(t,u)\,dt.}
A entrada desta transformada é uma função f, e o resultado é outra função Tf. Uma transformada integral é uma espécie particular de operadores matemáticos.
Em geral, cada transformada integral corresponde a uma diferente escolha da função K, que é chamada de kernel (ou núcleo) da transformada, e dos limites de integração {\displaystyle t_{1}} e {\displaystyle t_{2}}. A conveniência de cada transformada depende do tipo de problema abordado. Por exemplo, a Transformada de Laplace costuma ser mais conveniente para problemas com dependência temporal e a Transformada de Fourier  mais conveniente para problemas com dependência espacial.

## Aplicabilidade
A metodologia da transformada integral é uma entre as metodologias de grande valia empregadas na busca de soluções para equações diferenciais não triviais. Esta metodologia consiste em aplicar uma transformada integral específica a um determinado problema, reduzindo-o a um problema, em geral, mais simples de ser resolvido. Resolve-se o problema transformado e recupera-se a solução do problema original através da respectiva transformada inversa.
Constitui ferramenta de suma relevância em áreas envolvendo ciências naturais e tecnologia. Em um caso típico, durante a análise de circuitos, a transformada de Fourier permite que um dado sinal inicialmente expresso no domínio do tempo seja adequadamente transcrito para o domínio da frequência, fornecendo o espectro correspondente e permitindo, por exemplo, a compreensão dos filtros passa-faixa eletrônicos utilizados na separação de estações distintas nos rádios de difusão e nos transceptores.
A técnica de ressonância magnetonuclear emprega também transformadas integrais tridimensionais, a fim de, a partir do sinal coletado durante o exame, gerar a imagem direta do órgão, tecido ou objeto em foco. Sem tal recurso, geralmente levado a cabo em um computador, não se poderia obter as imagens características do exame, cujo princípio de funcionamento difere bastante de uma simples radiografia.
Como mais um exemplo, no estudo, projeto e manutenção de controladores proporcionais integrais derivativos (PID), empregados para controlar motores de servomecanismos específicos ou em plantas industriais as mais variadas - a exemplo na indústria automobilística - a transformada de Laplace mostra-se indispensável; e da mesma forma, cada uma das demais transformadas integrais é de grande valia em áreas que abarquem problemas modelados por equações diferenciais, cujas soluções atrelam-se às soluções físicas ou práticas almejadas ou observadas. Constituem valiosas ferramentas sobretudo para a física e engenharia.

## Tabela
| Transformada                      | Símbolo                        | Núcleo da transformada                                                                  | t1                       | t2                      |
| --------------------------------- | ------------------------------ | --------------------------------------------------------------------------------------- | ------------------------ | ----------------------- |
| Transformada de Fourier           | {\displaystyle {\mathcal {F}}} | {\displaystyle {\frac {e^{iut}}{\sqrt {2\pi }}}}                                        | {\displaystyle -\infty } | {\displaystyle \infty } |
| Transformada de Mellin            | {\displaystyle {\mathcal {M}}} | {\displaystyle t^{u-1}}                                                                 | {\displaystyle 0}        | {\displaystyle \infty } |
| Transformada de Laplace bilateral | {\displaystyle {\mathcal {B}}} | {\displaystyle e^{-ut}}                                                                 | {\displaystyle -\infty } | {\displaystyle \infty } |
| Transformada de Laplace           | {\displaystyle {\mathcal {L}}} | {\displaystyle e^{-ut}}                                                                 | {\displaystyle 0}        | {\displaystyle \infty } |
| Transformada de Hankel            | {\displaystyle {\mathcal {K}}} | {\displaystyle t\,J_{\nu }(ut)}                                                         | {\displaystyle 0}        | {\displaystyle \infty } |
| Transformada de Abel              | {\displaystyle {\mathcal {A}}} | {\displaystyle {\frac {t}{\sqrt {t^{2}-u^{2}}}}}                                        | {\displaystyle u}        | {\displaystyle \infty } |
| Transformada de Hilbert           | {\displaystyle {\mathcal {H}}} | {\displaystyle {\frac {1}{\pi }}{\frac {1}{u-t}}}                                       | {\displaystyle -\infty } | {\displaystyle \infty } |
| Transformada Identidade           | {\displaystyle {\mathcal {I}}} | {\displaystyle \delta (u-t)}                                                            | {\displaystyle t_{1}<u}  | {\displaystyle t_{2}>u} |
| Transformada de cosseno           | {\displaystyle {\mathcal {C}}} | {\displaystyle 2cos(ut)}                                                                | {\displaystyle 0}        | {\displaystyle \infty } |
| Transformada de wavelet           | {\displaystyle {\mathcal {W}}} | {\displaystyle \left[{\frac {1}{\sqrt {s}}}\;w\left({\frac {t-u}{s}}\right)\right]^{*}} | {\displaystyle -\infty } | {\displaystyle \infty } |

Apesar de as propriedades das transformadas integrais variarem muito, elas têm algumas propriedades em comum. Por exemplo, qualquer transformada integral é um operador linear, uma vez que o integral é um operador linear e na verdade caso o kernel seja permitido ser uma função generalizada, então todos os operadores lineares são transformadas integrais (o teorema kernel de Schwartz é uma versão formalizada desta afirmação).

## Núcleo da transformada
Em análise matemática, considere-se uma transformada integral T que transforma uma função f numa função Tf dada pela fórmula
{\displaystyle (Tf)(x)=\int _{a}^{b}k(x,y)f(y)\,dy}
A função k(x,y) que aparece nesta fórmula é o núcleo (em inglês:  kernel) do operador linear T.
Alguns núcleos possuem núcleos inversos {\displaystyle K^{-1}(u,t)} onde (rigorosamente falando) rendem transformações inversas:
{\displaystyle f(t)=\int _{u_{1}}^{u_{2}}K^{-1}(u,t)\,(Tf(u))\,du.}
Um núcleo simétrico é um núcleo em que as duas variáveis são permutáveis. Hankel demonstrou que núcleos simétricos tais que
{\displaystyle g(u)\;=\;(Tf)(t)\;=\;\int _{0}^{\infty }f(t)\cdot K(u,t)\;dt}
e
{\displaystyle f(t)\;=\;(T^{-1}g)(u)\;=\;\int _{0}^{\infty }g(u)\cdot K(u,t)\;du}
podem ser gerados a partir das expressões
{\displaystyle K(u,t)\;=\;(ut)^{\frac {1}{2}}\cdot J_{\nu }(xs)}
ou
{\displaystyle K(u,t)\;=\;t\cdot J_{\nu }(xs)}
O caso especial ν = 0 leva diretamente à Transformada de Hankel de ordem 0. O caso especial ν = ±½ leva aos núcleos 2cos(2πut) e 2sen(2πut), que estão relacionados à transformada de Hartley.
Em geral, os núcleos são famílias de funções ortogonais, ou ainda, ortonormais.

## A Transformada de Karhunen-Loève
As transformadas listadas na tabela acima possuem um núcleo bem definido. Uma transformada integral que não possui essa característica é transformada de Karhunen-Loève (KLT, do inglês Karhunen-Loève transform); neste caso, a base ortogonal usada no núcleo varia com a função a ser transformada. A KLT é importante do ponto de vista teórico porque demonstra-se que ela é ótima sob vários aspectos importantes para o processamento digital de sinais.

## História
Historicamente, a origem das transformadas integrais remonta ao trabalho de Laplace sobre a teoria da probabilidade, La Théorie
Analytique des Probabilities, na década de 1780. Nesse livro aparece a transformada de Laplace, que é, assim, a transformada mais antiga de todas. 
O próximo evento importante foi o tratado de Fourier, La Théorie Analytique de la Chaleur, de 1822. Nesse livro aparece o teorema integral de Fourier, bem como as séries e integrais de Fourier, e suas aplicações. Alguns dos resultados de Fourier já eram conhecidos por Laplace, Cauchy e Poisson.
Décadas depois, Heaviside utilizou a transformada de Laplace com sucesso na solução de equações diferenciais ordinárias e parciais relacionadas à análise de circuitos elétricos. Heaviside lançou mão também da idéia do uso de símbolos operadores, lançada por Leibniz e desenvolvida por depois por Lagrange e Laplace, e unindo essas técnicas, criou o que se conhece hoje como cálculo operacional, em seu artigo On Operational Methods in Physical Mathematics, em duas partes, publicadas em 1892 e 1893, e em seu livro Electromagnetic Theory, de 1899.
Apesar do sucesso na aplicação prática, o trabalho de Heaviside foi muito criticado pelos matemáticos por falta de provas rigorosas que justificassem alguns dos seus métodos heurísticos. Assim, seguiu-se um esforço para fornecer tais provas. Bromwich conseguiu provar alguns teoremas por meio da teoria das funções complexas. Seguiram-se as contribuições de Carson, van der Pol e Doetsch, entre outros.
Outras transformações integrais foram introduzidas por Mellin (a transformada de Mellin, já parcialmente conhecida por Riemann), Hankel (a transformada homônima), Hilbert (a transformada de Hilbert, desenvolvida por Hardy e Titchmarsh), Stieltjes (a transformada homônima), Radon (a transformada homônima) e outros. O estudo das transformadas integrais é intenso atualmente e novas transformações importantes foram descobertas recentemente, como é o caso da transformada de wavelet, enunciada por Morlet em 1982.